# ケルベロスの肖像
『ケルベロスの肖像』（ケルベロスのしょうぞう）は、2012年7月に宝島社から刊行された海堂尊の長編小説。

## 概要
『このミステリーがすごい!』大賞を受賞した『チーム・バチスタの栄光』から続く『田口・白鳥シリーズ』の第6作。7月6日に単行本化されるのに先立って別冊宝島から4月21日に発行された「『このミステリーがすごい!』大賞作家書き下ろしmagazine」に『ケルベロスの肖像（抄）』と題して収録されている。ケルベロスとはギリシア神話に登場する三つの頭をもつ冥界の番犬で、「ケルベロスの塔」は「死への入り口」を意味する。
本作は東城大学医学部付属病院に脅迫文を送り込んだのかは誰なのかの特定が主眼のフーダニットの他に、全編を通じてAiセンターが稼働に乗り上げるまでとその結末が描かれる。そして『螺鈿迷宮』から主人公・天馬大吉が、作者が「バブル三部作」と形容する『ブラックペアン1988』『ブレイズメス1990』『スリジエセンター1991』からその作中で語られる高階の贖罪が登場するなど、著者の作品の中で明かされてきた過去と現在の東城大の因縁が集束されていく構成となっている。2014年3月29日には『チーム・バチスタFINAL ケルベロスの肖像』として映画化が成された。

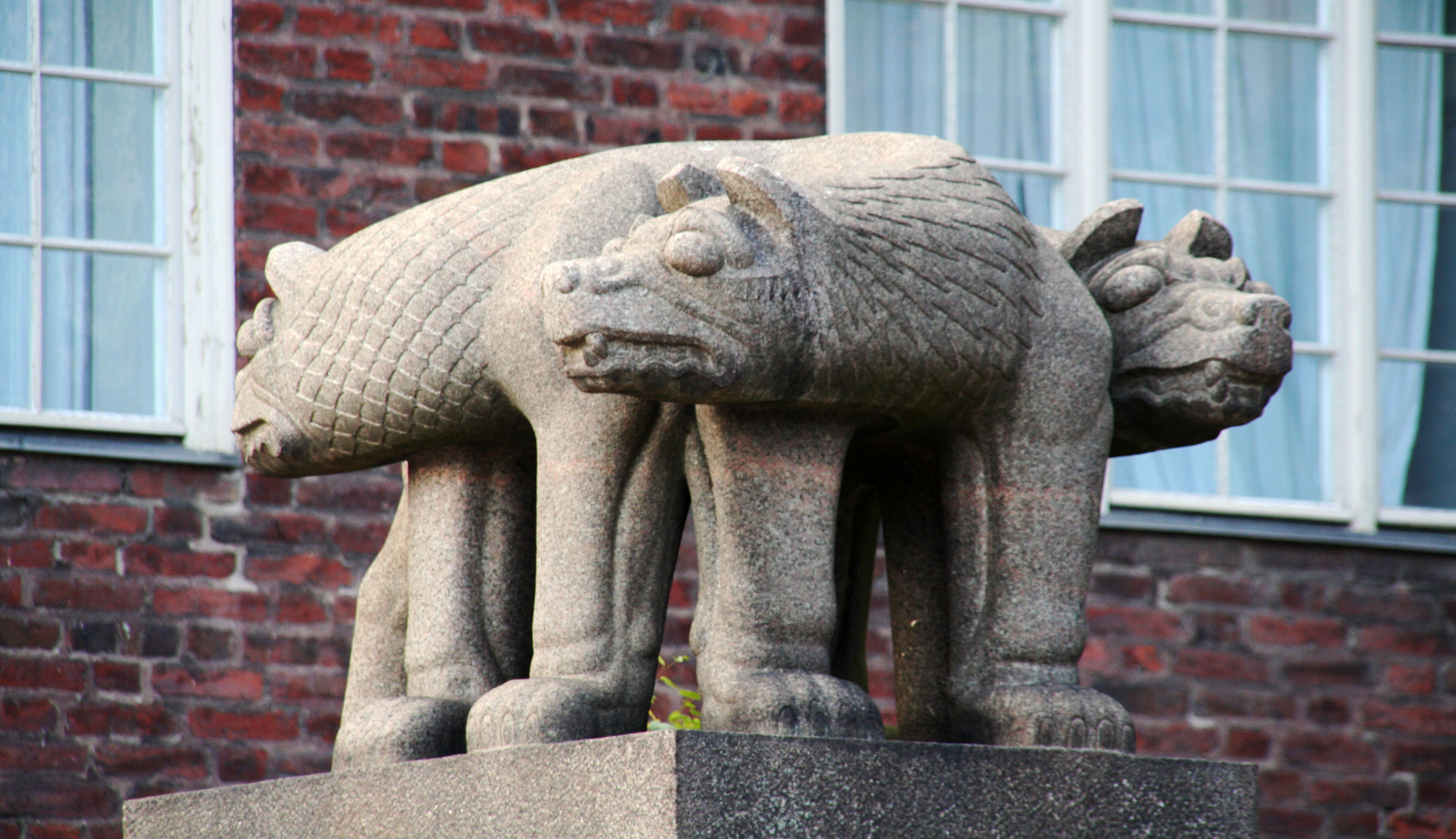
スウェーデン王立工科大学の入り口のケルベロス（ ストックホルム）

## ストーリー
Aiセンター稼働を巡る司法と医療の対立が表層化した東城大学医学部付属病院を襲った未曾有の危機「アリアドネ・インシデント」から一月後の7月。不定愁訴外来責任者の田口は高階病院長から、先方の依頼で院長宛に送られた「八の月、東城大とケルベロスの塔を破壊する」と綴られた脅迫状の調査協力を依頼される。しかも、田口に協力を要請した先方とは高階にこの件を相談を受けていた白鳥の部下・姫宮香織だった。姫宮からこの脅迫状が、桜宮市の医療の闇の領域を背負いつつ2年前に紅蓮の炎に包まれた碧翠院桜宮病院の生き残りが絡んでいると聞かされた田口は、生き残りの特定調査に乗り出すことに。そして同時に田口は建築が済んだAiセンター稼働に向け、アリアドネ・インシデントで停滞したエーアイセンター運営会議の再開を進めていく。
運営会議はアンチAi派の思惑も取り込みつつも着々と稼働に向けて進行し、ついに稼働にまで漕ぎ着けていった。しかし、脅迫状が指し示す来る八月のシンポジウムの日、東城大を奈落の危機に突き落とす事態が発生する。

## 登場人物
田口公平
東城大学医学部付属病院不定愁訴外来責任者。
白鳥圭輔
厚生労働省大臣官房秘書課付技官兼医療過誤死関連中立的第三者機関設置推進準備室室長。「ロジカルモンスター」「火喰い鳥」の異名を持つ。

### 東城大学医学部付属病院
高階 権太
東城大学医学部付属病院病院長。
藤原 真琴
不定愁訴外来専任看護師。
黒崎 誠一郎
臓器統御外科ユニット教授・リスクマネジメント委員会副委員長。
兵藤 勉
神経内科学教室助手兼医局長。院内の噂に敏感に通じる「廊下トンビ」。
島津 吾郎
放射線科准教授。田口の学生時代からの親友で同期。
三船
東城大学医学部付属病院事務長。

### Aiセンター運営連絡会議
東堂 文昭
マサチューセッツ医科大学上席教授。高階の学生時代の友人。Aiセンターに副センター長として招聘されたが、本人の意向でウルトラ・スーパーバイザー（超上席相談員）の肩書を名乗ることに。MRI診断領域の第一人者で、現在もその世界の頂点に君臨し続けており、日本人で最もノーベル医学賞に近い人物と称される。カウボーイハットを被り口髭を蓄えた外国人張りの大柄な体躯で、革ジャンを羽織ったヤンキー然とした風貌をしている。だが性格は相当ピーキーであり、語学堪能でありながらメディアの対応が面倒だという理由で出身の日本であってもその言葉を話すのが苦手なフリをしたり、説明の意図が伝わりづらかったりと平時自分のペースで周りを振り回し、マサチューセッツでは「オリエント・ビュレット・エクスプレス（極東の弾丸列車）」の渾名で呼ばれていた。派手なパフォーマンスを好む。顕微鏡レベルの解像度を誇る世界に3台しかない9テスラのスペックを備えたMRI「リヴァイアサン」を所有し、Aiセンターに寄贈した。
天馬 大吉
東城大学医学部学生でサボり魔の留年生だったが、今は授業を真面目に受けている。ひょんなことから患者として碧翠院桜宮病院に関わったことで桜宮病院と東城大の因縁を知っている。そのため桜宮病院の生き残りの特定調査をする田口に距離を置いていた。田口とのやり取りの後、田口の要請でオブザーバーとして運営会議に参加することになる。
姫宮 香織
白鳥の部下。厚生労働省医政局中立的第三者機関医療事故調査委員会設置推進準備室室長補佐。
彦根 新吾
房総救命救急センター診断課・病理医。Aiセンター副センター長。田口や島津の2年後輩の麻雀仲間。
桧山 シオン
ドイツ・ジュネーブ大学画像診断課准教授。会議では彦根の助手として参加する。
別宮 葉子
天馬の幼馴染で時風新報分室社会部の新聞記者。天馬の助手として会議に参加する。
冷泉 深雪
天馬と同じグループ“Z班”の同級生。葉子と同じく天馬の助手として同行している。
南雲 忠義
元極北市監察医務院院長。
斑鳩 芳正
桜宮署広報課室長。アリアドネ・インシデントで警察庁関係者が参加できない状態に見舞われたために自ら会議に参加することとなった。
西園寺 さやか
医療ジャーナリスト。網膜色素変性症を患っているため、顔をアクリル製の白いマスクで覆い、黄色いサングラスを着用している。声帯ポリープを手術したため、声が出ない代わりに携帯用PCから発せられる電子音で会話する。
陣内 宏介
東城大学医学部付属病院循環器内科教授。未だに死因究明におけるモデル事業で解剖主体に拘るアンチAi派の集まりとも言える日本内科学会の理事を務める。Aiセンター運営会議参加を表明、Aiの呼称に異議を唱えることで会議を妨害しようと画策する。参加以前にAiセンター設計委員会委員長を兼任しており、Aiセンターの外装に関して高階の贖罪に関わる事情を知っている。
小倉 勇一
医療事故被害者の会代表。
飯沼
医療事故被害者の会で事務局の手伝いをしている中年女性。父親が佐伯外科の世話になった後、碧翠院桜宮病院で10年前に亡くなっている。

### 厚生労働省
砂井戸
白鳥の部下の経理係。経理20年以上の経歴を重ねているが、申請書を処理せずに抽斗にしまうという悪癖を持ち、「アリジゴク」と呼ばれている。会話のテンポは遅い。どの課も砂井戸の引き取りを拒否しているため、比留間が白鳥潰しの策として白鳥の元に付かせた。白鳥自身も砂井戸の言動にイラつきながらも、彼の矯正に力を入れている。
比留間
厚生労働省大臣官房秘書課局長、白鳥の直属の上司。とにかく部下の意向に反対しない鷹揚さで部下から人格者と評され、その姿勢で出世街道にのし上がってきた。

### その他
渡辺 金之助
兵藤が受け持つ患者の70歳の老人。起立性低血圧の自律神経失調症で通院している。元社会部の新聞記者で、医学知識への関心と収集欲の高さから自分の知識を信奉し医者の言う事を全面的に信用しない所謂“情報モンスター”。兵藤の言葉に聞く耳を持たずに自分が薬害に罹ったと思い込んでいる。
高原 美智
碧翠院桜宮病院最後の末期患者だった老婆。2年前の碧翠院桜宮病院炎上後、田口のもとに送られ、現在「ドア・トゥ・ヘブン」に入院する。

## 書籍情報
- ハードカバー：2012年7月6日発売[2]、宝島社、ISBN 978-4-7966-9858-0
- 文庫版：2014年1月9日発売[3]、宝島社文庫、ISBN 978-4-8002-2037-0

## 映画
『チーム・バチスタFINAL ケルベロスの肖像』のタイトルで東宝配給にて、2014年3月29日公開。2009年に公開された映画『ジェネラル・ルージュの凱旋』の続編ではなく、関西テレビ・MMJ制作のドラマ「チーム・バチスタシリーズ」の最終作として制作される。